# الصليب الأحمر السويسري
الصليب الأحمر السويسري (بالألمانية: Schweizerische Rote Kreuz)  اختصارا ً SRK هو جمعية وطنية للصليب الأحمر في سويسرا تأسست في برن عام 1866. وفقًا لاتفاقية جنيف للصليب الأحمر واعتراف اللجنة الدولية للصليب الأحمر بها، فهي عضو في الاتحاد الدولي لجمعيات الصليب الأحمر والهلال الأحمر وبالتالي فهي جزء من الحركة الدولية للصليب الأحمر والهلال الأحمر. الصليب الأحمر السويسري هو أقدم وأكبر منظمة مساعدات في البلاد. يتكون من 24 جمعية كانتون وأربع منظمات إنقاذ ومؤسستين وجمعيتين.

## القصة

### التأسيس والسنوات الأولى

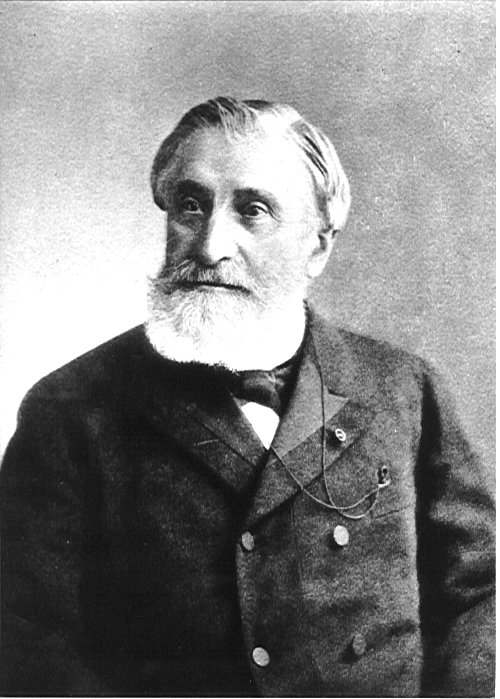
غوستاف موينير

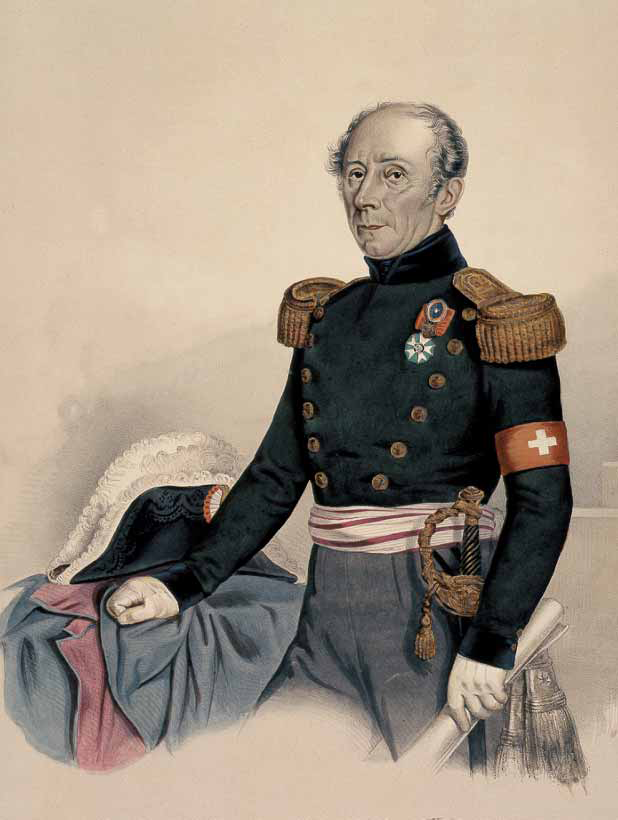
غيوم هنري دوفور

تأسس الصليب الأحمر السويسري في 17. تأسست في يوليو 1866 في برن بناءً على اقتراح من المستشار الاتحادي جاكوب دوبس وعضوين من اللجنة الدولية للصليب الأحمر غوستاف موينير وغيوم هنري دوفور. بعد تأسيسها، أطلق الصليب الأحمر السويسري على نفسها اسم «جمعية مساعدة رجال الجيش السويسري وأسرهم».
كان إنشاء المنظمة الوطنية محفوفًا بالعقبات. من ناحية، لم يكن لدى سويسرا سوى القليل من التماسك على المستوى الفيدرالي في ذلك الوقت، ومن ناحية أخرى، كان عليها التعامل مع الخلافات السياسية والطائفية. بالإضافة إلى ذلك، ثبت أن حياد البلاد ووجود اللجنة الدولية للصليب الأحمر كمؤسسة بموجب قانون الجمعيات السويسري يمثلان صعوبات أخرى.
أسس القس في زيورخ والتر كيمبين «الرابطة المركزية للصليب الأحمر السويسري» عام 1882، والتي ترأسها حتى عام 1885. استمرت حتى بداية القرن العشرين القرن، حتى مع تعيين الدكتور والتر سهلي كسكرتير مركزي دائم في عام 1898 من هذه الجمعية المركزية والجمعية المساعدة التي أسسها دوبس وموينير ودوفور، بدأ هيكل الصليب الأحمر السويسري في التماسك. ونتيجة لذلك، أُسست أقسام الكانتونات والمحلية، وتشكيل ممرضات الصليب الأحمر وإنشاء أعمدة النقل. في عام 1903، نُظّم الدور الرسمي لهيئة الصليب الأحمر السويسري بموجب قرار اتحادي كراع للتمريض وخدمة الجيش (خدمات الصليب الأحمر).
مع غزو جيش بوربكي، قام الصليب الأحمر السويسري بمهمة الإسعافات الأولية في مارس 1871. كان الهدف هو توفير الرعاية الطبية لـ 85000 من أفراد الجيش الفرنسي الذين احتجزوا في سويسرا لمدة ستة أسابيع.

### الحرب العالمية الأولى
خلال الحرب العالمية الأولى، كان الصليب الأحمر السويسري مسئولا عن الحفاظ على الدعم الاجتماعي والمادي للجنود المستعبدين. علاوة على ذلك، ولأسباب إنسانية، استخدمت قطارات طبية مجهزة خصيصًا لإعادة حوالي 80 ألف جندي جريح من معسكرات أسرى الحرب الألمانية والفرنسية إلى بلدانهم الأصلية. كما نظمت إقامة ترفيهية لآلاف الجرحى من الجنود الأجانب. احتُجز الجنود الألمان المصابين بأضرار في الرئة في المنتجعات الصحية الجبلية السويسرية عبر كونستانز. وصفت الكاتبة السويسرية الناطقة بالفرنسية نويل روجر هذه الأعمال الإنسانية بالتفصيل. كان التركيز الآخر في عمل الصليب الأحمر السويسري هو مكافحة الإنفلونزا الإسبانية، التي أودت أيضًا بحياة الآلاف في سويسرا.
في فترة ما بين الحربين العالميتين، قدم الصليب الأحمر السويسري مساعدات غذائية لدول أخرى، على سبيل المثال إلى فيينا في عام 1919 وروسيا في عام 1922.

### الحرب العالمية الثانية
خلال الحرب العالمية الثانية، قدم الصليب الأحمر السويسري الدعم للسكان المدنيين والجيش بالمواد والأفراد المساعدين ونظم خدمة التبرع بالدم. كما عززت تدريب التمريض. اعتنت بـ 180.000 طفل كجزء من مساعدة الأطفال للصليب الأحمر السويسري التي تأسست في عام 1942، والتي دُعِمت مالياً من خلال التبرع السويسري، ورعت الأشخاص المدنيين والعسكريين المحتجزين في سويسرا. في كل دولة في أوروبا تقريبًا كان لديها برامج مساعدات خاصة بها أو شاركت في مثل هذه البرامج.

### فترة ما بعد الحرب
عُزز الصليب الأحمر السويسري في أهميته الوطنية والدولية من خلال الحربين العالميتين، على سبيل المثال فيما يتعلق بالتبرع السويسري. وقد أدى ذلك إلى توسيع نطاق المهام وزيادة التقدير في الداخل والخارج. جُدد الاعتراف بالجمعية الوطنية للصليب الأحمر في سويسرا في عام 1951 بموجب المرسوم الفيدرالي بشأن الصليب الأحمر السويسري.
في السنوات التالية، تحول تركيز النشاط من المساعدة العسكرية إلى المساعدة المدنية. قدم الصليب الأحمر السويسري مساهمة كبيرة في إنشاء نظام الرعاية الصحية السويسري في سويسرا. نصت على إنشاء وتشغيل خدمة نقل الدم وجلست لتعزيز الرعاية في المستشفى ، والرعاية المهنية. من خلال خدمة القيادة والزيارات المنزلية وتدريب مساعدي التمريض، يشارك شاروخان بشكل متزايد في المجال الطبي الاجتماعي. كما كان الصليب الأحمر السويسري مسؤولاً إلى حد كبير عن زيادة الاحتراف في خدمات الصحة والتمريض والإنقاذ.
بالإضافة إلى ذلك، الصليب الأحمر السويسري نشط في قطاع اللاجئين، ويدعم طالبي اللجوء والمهاجرين ويقدم المساعدة في حالات الطوارئ وإعادة الإعمار. في مجال التعاون الإنمائي، فهي شريك لمديرية التنمية والتعاون والاتحاد الدولي لجمعيات الصليب الأحمر والهلال الأحمر. وهي من أنشط الجمعيات الوطنية على المستوى الدولي ضمن الحركة الدولية للصليب الأحمر والهلال الأحمر.

## منظمة
على غرار سويسرا، فإن الصليب الأحمر السويسري هو جمعية منظمة اتحاديًا مقرها في برن. وهي تتألف من 24 جمعية كانتونات وأربع منظمات إنقاذ ومؤسستين وجمعيتين. في عام 2010، كان لدى الصليب الأحمر السويسري 4,725 موظفًا مع 2422 مكافئًا بدوام كامل. بالإضافة إلى ذلك، هناك حوالي 72000 متطوع يتطوعون بحوالي 1.8 مليون ساعة.
أعلى هيئة هي جمعية الصليب الأحمر، وتتألف من 64 مندوبًا من اتحادات الكانتونات و 33 عضوًا من أعضاء الشركات. يتخذ مجلس الصليب الأحمر قرارات إدارية إستراتيجية. وهي تتألف من تسعة أعضاء. يُدعم مجلس الصليب الأحمر من قبل مكتب الصليب الأحمر السويسري. يمثل الرئيس توماس هاينيجر منذ عام 2019 الصليب الأحمر السويسري ومجلس الصليب الأحمر. بحكم منصبه، هو أيضًا نائب رئيس الاتحاد الدولي لجمعيات الصليب الأحمر والهلال الأحمر. مدير الصليب الأحمر السويسري هو الاقتصادي والمحامي وعالم الاجتماع ماركوس مادير منذ عام 2008.
يمُوّل الصليب الأحمر السويسري إلى حوالي 16 في المائة من التبرعات الخاصة، وحوالي 60 في المائة من النفقات التي يغطيها من الخدمات المفوترة، وحوالي 16 في المائة تأتي من دخل الخدمة العامة و 8 في المائة المتبقية تأتي من دخل آخر. في عام 2010، بلغت المبيعات 606 مليون فرنك سويسري بإجمالي أصول 1.26 مليار فرنك سويسري.

### سجل المهنة الطبية
يقدم الصليب الأحمر السويسري سجلًا وطنيًا نشطًا يعتمد على الأشخاص للمهن الصحية غير الجامعية، مشابهًا لسجل المهن الطبية. سيحل محل السجل السلبي المرتبط بالشهادة الذي يديره الصليب الأحمر السويسري (SRK) نيابة عن GDK.

### جمعيات الكانتونات
تنتسب جمعيات الكانتونات الـ 24 التابعة للصليب الأحمر إلى الجمعية. توجد جمعية كانتونات مشتركة لنصف كانتونات أوبفالدن ونيدوالدن بالإضافة إلى أبنزل. الجمعيات هي جمعيات مستقلة ويدعمها أعضاؤها. يقدمون خدمات في مجالات تعزيز الصحة والإغاثة والتكامل. العرض مصمم خصيصًا لتلبية احتياجات منطقة التجمع. تستهدف هذه الخدمات المرضى وكبار السن، ومن هم بحاجة إلى رعاية، والذين تتم رعايتهم في المنزل وأقاربهم، والأسر التي لديها أطفال، وكذلك الأطفال والمراهقون.
اتحادات الكانتونات أعضاء في الصليب الأحمر السويسري. يُنسق المؤتمر الوطني التعاون لجمعيات الكانتونات.

### منظمات الإنقاذ التابعة للصليب الأحمر
1. جمعية السامريين السويسرية : السامريون متخصصون في الإسعافات الأولية. في الجمعية التي تأسست عام 1888، يشارك حوالي 28000 من السامريين في أكثر من 1000 جمعية سامرية. مع أكثر من 100000 مشارك في الدورة (2014)، تعد جمعية السامري السويسرية واحدة من أكبر مؤسسات التعليم في سويسرا. مجموعة مختارة من الدورات التدريبية الإضافية: دورات المساعدة في حالات الطوارئ، الإسعافات الأولية للسائقين (دورات CZV)، حالات الطوارئ للأطفال الصغار، دورات الشركات والمتخصصين.
2. الجمعية السويسرية المنقذة للحياة : تعمل على منع الحوادث وإنقاذ الأرواح البشرية بشكل عام وخاصة في المياه وحولها.
3. الرابطة الطبية العسكرية السويسرية SMSV : وهي مسؤولة عن التدريب خارج الخدمة لأفراد الجيش الطبي والدفاع المدني.
4. الرابطة السويسرية لكلاب البحث والإنقاذ REDOG : يُدرّب الفرق المكونة من البشر والكلاب على إنقاذ الأشخاص المفقودين والمدفونين. تضم الجمعية حوالي 650 عضوًا.

### المؤسسات
1. مؤسسة الصليب الأحمر السويسري الإنسانية : هي مؤسسة غير ربحية مقرها في برن. وهي تدعم الهلال الأحمر السوداني في المشاريع الإنسانية في الداخل والخارج.
2. الصليب الأحمر السويسري خدمة التبرع بالدم : هي شركة عامة غير ربحية. 60 مركزًا للتبرع بالدم، منظمة في 13 خدمة إقليمية للتبرع بالدم، تزود المستشفيات في منطقتها. يُستخدم ما يسمى بالفرق المتنقلة في المناطق الريفية. كما يتعاون الهلال الأحمر السوداني مع جمعيات السامريين المحلية في هذه المناطق. تعالج خدمة التبرع بالدم في الهلال الأحمر العربي السوري حوالي 400000 عملية تبرع بالدم كل عام.

حتى عام 2011، كان الصليب الأحمر السويسري مسؤولاً أيضًا عن الاعتراف وضمان الجودة للتدريب القانوني القديم في مجال التمريض / الصحة، والاعتراف بمؤهلات التدريب الأجنبية، وتسجيل الدبلومات، فضلاً عن حفظ الإحصاءات والمعلومات حول المهن في قطاع الصحة.

### الصليب الأحمر للشباب
الصليب الأحمر للشباب هو منظمة شبابية تابعة للصليب الأحمر السويسري. الأعضاء هم من الشباب الذين تتراوح أعمارهم بين 16 و 30 عامًا. منظمة الصليب الأحمر للشباب (JRK) لها هيكل اتحادي وهي تابعة لمنظمات الصليب الأحمر في الكانتونات. توجد JRKs في كانتونات أرغاو وبازل وبرن ميتلاند وبييل وفريبورغ وجنيف وسانت غالن ولوسيرن وزيورخ. يتولى مركز كفاءة الشباب التابع للصليب الأحمر السويسري (SRK) في برن مهام التنسيق والتواصل والدعم لجميع المنظمات الأعضاء الناشطة في عمل الشباب.

## الرؤساء
رؤساء الصليب الأحمر السويسري والمنظمات التي سبقته:
| فترة         | رئيس                   |
| ------------ | ---------------------- |
| 1866-1872    | جاكوب دوبس             |
| 1873-1882    | كارل شينك              |
| 1882-1885    | والتر كيمبين           |
| 1886-1902    | ألفريد ستايلين         |
| 1902-1905    | هاينريش هاجنماخر       |
| 1905-1908    | هانز كونراد بيستالوزي  |
| 1908-1909    | ادموند فون شتايجر      |
| 1910-1918    | إسحاق إيزلين ساراسين   |
| 1918-1928    | كارل بوني              |
| 1928-1929    | ألفريد كوهلر           |
| 1929-1939    | انطون فون شولثيس       |
| 1939-1946    | يوهانس فون مورالت      |
| 1946-1954    | جوستاف أدولف بوني      |
| 1954-1968    | أمبروز بواسطة ألبرتيني |
| 1968-1982    | هانز هوغ               |
| 1982-1988    | كورت بوليجر            |
| 1988-1996    | كارل كينيل             |
| 1997-2001    | فرانز موهايم           |
| 2001-2011    | رينيه راينو            |
| 2011-2019    | آن ماري هوبر هوتز      |
| منذ عام 2019 | توماس هاينيجر          |

## روابط إنترنت
- www.redcross.ch
- الصليب الأحمر السويسري بالألمانية وبالفرنسية وبالإيطالية من قاموس سويسرا التاريخي على الإنترنت.
- الصليب الأحمر